# Morris Nanton
Morris Nanton (* 28. September 1929 in Perth Amboy, New Jersey; † 15. November 2009 ebendort) war ein US-amerikanischer Jazzpianist.

## Leben und Wirken
Nanton leistete während des Koreakriegs den Militärdienst bei den U.S. Armed Forces ab und spielte in der 5th Army Division Band. Anschließend studierte er am Juilliard Conservatory of Music in New York, arbeitete dann in den späten 1950er-Jahren mit einem eigenen Trio und nahm ab 1958 zunächst für Warner Bros., dann für Prestige Records mehrere Soul-Jazz-Alben auf wie Roberta (1959), Something We’ve Got (1965) und zuletzt Soul Fingers (1967), mit „Troubles of the World“/„The Shadow of Your Smile“ als Singleauskopplung. Sein Song „Ja-da“ (vom Album Preface von 1959) lief an Bord des ersten Apollo-Raumflugs. Mit dem Bassisten Norman Edge trat er 22 Jahre im Club Cove auf und begleitete gastierende Sänger wie Mel Tormé, Nel Carter und Barbra Streisand. Stilistisch orientierte sich Nanton an Vorbildern wie Gene Harris und Ramsey Lewis. Sein Repertoire enthielt neben Eigenkompositionen wie „Something We’ve Got“ meist populäre Filmthemen („Black Orpheus“) sowie Pop- und Jazzstandards wie „Fly Me to the Moon,“, „I’ll Remember April“, „My Man’s Gone Now“ und „Things Ain’t What They Used to Be“.

## Diskographische Hinweise
- Roberta – The Original Jazz Performance (Warner, 1959), mit Norman Edge, Charlie Persip
- Flower Drum Song (Warner, 1959), mit Norman Edge, Osie Johnson
- Preface (Prestige, 1964), mit Norman Edge, Oliver Jackson
- Something We’ve Got (Prestige, 1965), mit Norman Edge, Al Beldini
- Soul Finger (Prestige, 1967), mit Norman Edge, Al Beldini, Johnny Murray Jr., Pucho & The Latin Soul Brothers